# 오오츠카 아이
오오츠카 아이(大塚 愛 오쓰카 아이[*], 대총애, 1982년 9월 9일~ )는 오사카부 출생의 가수이며 삽화가이다. 일본 에이벡스 트랙스에 소속되어 있으며, 싱어송라이터로 유명하다. 애칭은 "아이찡(愛ちん)"이고, 작사·작곡 시에는 "아이(愛)"라는 이름을 사용한다.

## 가수 데뷔 전
학창시절 친구였던 니시다 마미와 "HimawaRi"라는 듀오를 결성하여 활동했다. 오오츠카 아이 최고의 히트곡인 〈체리〉도 이 시기에 이미 완성되어 인터넷 상에 두 사람이 함께 부른 〈체리〉가 공개되기도 했다. 학창시절부터 작곡을 시작한 것으로 알려져 있는데, 16세에 앨범 《LOVE JAM》의 수록곡 〈부채〉, 17세에 앨범 《LOVE PUNCH》의 수록곡 〈Always Together〉를 작곡했다고 밝히기도 했다.

## 데뷔
2002년에 avex trax에 데모 테이프를 보내, 2003년 9월 10일 싱글 〈복숭아 꽃잎〉은 일본 드라마 《수박》의 주제가로 사용되었다. 이 싱글을 발매하고 본격적인 가수 활동을 시작했다.

## 데뷔 후 활동
그 해 12월 17일 발매한 2번째 싱글 〈체리〉가 꾸준한 판매량을 기록하면서 52만장을 판매하는 대히트를 기록해 오오츠카 아이라는 이름을 일본에 알리게 되었다. 특히 이 곡은 일본 휴대전화 벨소리 다운로드 횟수 사상 첫 100만건 이상을 기록하기도 했다. 2004년 3월 초, 3번째 싱글〈응석쟁이〉를 발표하고 3월 말에 첫 앨범 《LOVE PUNCH》를 발매했다.
그녀는 이후 그해 7월에서 10월 사이에 3장의 싱글을 발매한 뒤, 11월에는 《LOVE PUNCH》와 불과 8개월의 텀을 가지고 두 번째 앨범 《LOVE JAM》을 발매했다. 《LOVE JAM》은 오오츠카 아이의 작품들 중 처음으로 오리콘 주간 차트에서 1위를 차지한 작품이다. 12월 31일에는 NHK 《홍백가합전》에 처음으로 출연하여 〈체리〉를 불렀다.
2005년의 그녀의 활동은 더욱 활발해져, 싱글 〈SMILY/유리구슬〉과 〈플라네타륨〉이 오리콘 주간 싱글 차트 1위를 기록하고, 모두 30만장 이상의 판매량을 기록했다. 특히 〈플라네타륨〉은 드라마 《꽃보다 남자》의 주제가로 쓰이며 연말까지 꾸준히 판매되었다. 2004년에 이어 2년 연속으로 출연한 2005년 NHK 《홍백가합전》에도 이 곡으로 출연했다.
〈플라네타륨〉의 인기에 힘입어 2005년 12월 14일에 발매된 세 번째 앨범 《LOVE COOK》은 첫주 판매량 30만장, 누적 판매량 83만장을 기록하며 오오츠카 아이의 앨범들 중 가장 높은 판매량을 기록했다.
이러한 가수 활동의 성공 속에서 그녀는 2005년에 배우 활동에 처음으로 도전해, DVD 드라마 《도쿄 프렌즈》에 이와츠키 레이 역으로 출연했다. 이후 2006년 8월에 영화화되어 주제가 〈유메쿠이〉를 싱글로 발매했다.
그녀는 그해 10월에 새로운 싱글 〈연애 사진〉을 발매했다. 이 곡은 미야자키 아오이, 타마키 히로시 주연의 영화 《다만, 널 사랑하고 있어》의 주제가로 사용되었다. 이 영화는 원래 《천국의 숲에서 널 생각해》라는 제목으로 개봉될 예정이었지만, 주제가 〈연애 사진〉의 후렴구 가사 〈다만, 널 사랑하고 있어〉를 인용하여 영화 제목을 바꿨다는 에피소드가 있다.
2007년 3월 28일 그녀는 첫 베스트 앨범 《아이 am BEST》를 발매했는데, 이 앨범에는 《LOVE COOK》 발매 이전까지의 싱글곡 11곡과, 《LOVE COOK》의 수록곡 〈Cherish〉와 〈LOVE MUSiC〉이 수록되었다. 오리콘 주간 앨범 차트에서 오오츠카 아이 최고의 첫주 판매량으로 1위를 기록했다. 이어 7월 25일에는 베스트 앨범 이후 첫 싱글 〈PEACH/HEART〉를 발매했고, 6만 8천장의 판매량으로 오리콘 주간 싱글 차트 1위를 기록했다. 이 곡은 드라마 《아름다운 그대에게~미남♂파라다이스~》의 주제가로 사용되었다. 9월 26일에는 〈프렌저〉부터 최신 싱글 〈PEACH/HEART〉까지를 수록한 4번째 정규 앨범 《LOVE PiECE》를 발매하고 오리콘 주간 앨범 차트 1위를 기록했다.
11월 7일에는 발라드 싱글〈포켓〉을 발매했지만, 베스트 앨범 발매 이후의 부진으로 인해 판매량이 부진했다. 그리고 2008년 5월 21일에 발매된 〈로켓 스니커즈/One×Time〉은 최종 판매량 44,428장으로 오오츠카 아이의 역대 싱글 중 최저 판매량이 되었다.
한국에는 1 ~ 5집 앨범과 첫 번째 베스트 앨범이 모두 라이센스로 발매되었으며, 2007년에는 앨범 《LOVE JAM》의 수록곡 〈퐁퐁〉이 개그 프로그램 웃찾사의 코너 〈퐁퐁퐁〉에서 무단으로 사용되어 논란이 되기도 했다.
2010년 6월 25일 그녀는 RIP SLYME의 SU(오오츠키 카즈토)와 입적(혼인신고)을 했으나 2018년에 이혼을 하여 그 후 10월 13일 두 사람은 비공개로 결혼식을 치렀으며, 2011년 3월 24일에 여자 아이를 출산하였다.

## LOVE
LOVE는 오오츠카 아이가 디자인한 토끼 캐릭터이다. 오오츠카 아이와 LOVE는 다른 아티스트로 분류되어 있어서 작사·작곡·노래 모두 오오츠카 아이가 아닌, LOVE로 되어 있다. 2007년 4월 11일에 싱글 〈LOVE의 테마〉로 데뷔했다. 11월 21일에 2번째 싱글 〈White choco〉가 발매되었다. 이 곡은 원래 데뷔 싱글인 〈복숭아 꽃잎〉의 프로모션 CD에 실려있던 곡으로, 오랫동안 미발표곡으로 남겨져 있었다.

## 음반 목록

### 싱글

#### "오오츠카 아이" 이름으로 발매
| 순서 | 제목                        | 뜻                                          | 발매일           | 최고순위 |
| ---- | --------------------------- | ------------------------------------------- | ---------------- | -------- |
| 1.   | 桃ノ花ビラ                  | 복숭아 꽃잎                                 | 2003년 9월 10일  | 24       |
| 2.   | さくらんぼ                  | 체리                                        | 2003년 12월 17일 | 5        |
| 3.   | 甘えんぼ                    | 응석쟁이                                    | 2004년 3월 3일   | 6        |
| 4.   | Happy Days                  |                                             | 2004년 7월 7일   | 3        |
| 5.   | 金魚花火                    | 금붕어 불꽃                                 | 2004년 8월 18일  | 3        |
| 6.   | 大好きだよ。                | 정말 좋아해요.                              | 2004년 10월 20일 | 3        |
| 7.   | 黒毛和牛上塩タン焼680円     | 검은털 일본소 고급혀 소금구이 680엔         | 2005년 2월 9일   | 3        |
| 8.   | SMILY/ビー玉                | SMILY/유리구슬                              | 2005년 5월 11일  | 1        |
| 9.   | ネコに風船                  | 고양이에게 풍선을                           | 2005년 7월 13일  | 3        |
| 10.  | プラネタリウム              | 플라네타륨                                  | 2005년 9월 21일  | 1        |
| 11.  | フレンジャー                | 프렌즈 (Frienger, Friend와 Ranger의 합성어) | 2006년 4월 12일  | 2        |
| 12.  | ユメクイ                    | 꿈을 먹는 벌레                              | 2006년 8월 2일   | 5        |
| 13.  | 恋愛写真                    | 연애 사진                                   | 2006년 10월 25일 | 2        |
| 14.  | CHU-LIP                     | CHU와 TULIP의 합성어                        | 2007년 2월 21일  | 3        |
| 15.  | PEACH/HEART                 |                                             | 2007년 7월 25일  | 1        |
| 16.  | ポケット                    | 포켓                                        | 2007년 11월 7일  | 5        |
| 17.  | ロケットスニーカー/One×Time | 로켓 스니커즈/One×Time                      | 2008년 5월 21일  | 4        |
| 18.  | クラゲ、流れ星              | 해파리, 유성                                | 2008년 9월 10일  | 4        |
| 19.  | バイバイ                    | 바이바이                                    | 2009년 2월 25일  | 8        |
| 20.  | ゾッ婚ディション/LUCKY☆STAR | 좃콘디숀/LUCKY☆STAR                         | 2010년 4월 7일   | 6        |
| 21.  | I ♥ ×××                     |                                             | 2010년 9월 8일   | 8        |
| 22.  | Re:NAME                     |                                             | 2013년 10월 9일  |          |
| 23.  | 모어모어                    |                                             | 2014년 5월 21일  |          |

#### "LOVE" 이름으로 발매
| 순서 | 타이틀       | 의미        | 발매일           |
| ---- | ------------ | ----------- | ---------------- |
| 1.   | LOVEのテーマ | LOVE의 테마 | 2007년 4월 11일  |
| 2.   | White choco  | White choco | 2007년 11월 21일 |
| 3.   | LOVE.IT      | LOVE IT     | 2009년 11월 18일 |

### 음반

#### 정규 앨범
| 순서 | 제목           | 발매일           | 최고순위 |
| ---- | -------------- | ---------------- | -------- |
| 1    | LOVE PUNCH     | 2004년 3월 31일  | 3        |
| 2    | LOVE JAM       | 2004년 11월 18일 | 1        |
| 3    | LOVE COOK      | 2005년 12월 14일 | 1        |
| 4    | LOVE PiECE     | 2007년 9월 26일  | 1        |
| 5    | LOVE LETTER    | 2008년 12월 17일 | 3        |
| 6    | LOVE FANTASTIC | 2014년 7월 16일  |          |

#### 베스트 앨범
| 순서 | 제목         | 발매일           | 최고순위 |
| ---- | ------------ | ---------------- | -------- |
| 1    | 아이 am BEST | 2007년 3월 28일  | 1        |
| 2    | LOVE is BEST | 2009년 11월 11일 | 1        |

## 음반 외의 작품
- DVD 드라마 《도쿄 프렌즈》 (2005년) - 이와츠키 레이 역
- 영화 《도쿄 프렌즈 The Movie》 (2006년) - 이와츠키 레이 역